# Walpole (New Hampshire)
Walpole – miasto w Stanach Zjednoczonych, w stanie New Hampshire, w hrabstwie Cheshire.